# Puchar CEV w piłce siatkowej mężczyzn (2004/2005)
Puchar CEV siatkarzy 2004/2005 - 25. sezon Pucharu CEV rozgrywanego od 1980 roku, organizowanego przez Europejską Konfederację Piłki Siatkowej (CEV) w ramach europejskich pucharów dla męskich klubowych zespołów siatkarskich "starego kontynentu".

## System rozgrywek
Rozgrywki toczyły się najpierw od fazy kwalifikacyjnej, z której zwycięzcy zagrali w fazie grupowej po 4 zespoły w każdej grupie. Zespoły z pierwszych miejsc zagrały w kolejnym etapie. W 1/8 finału i ćwierćfinałach drużyny podzielone zostały na pary. Każda z par rozegrała po dwa spotkania. O awansie decydowały kolejno: liczba wygranych spotkań, liczba wygranych setów, liczba zdobytych małych punktów. Zwycięzcy ćwierćifnałów awansowali do turnieju finałowego, w którym rozegrano półfinały, mecz o 3. miejsce i finał.

## Drużyny uczestniczące
- SK Zadruga Aich/Dob
- TSV Hartberg
- Hypo Klagenfurt
- VC Pepe Jeans Asse-Lennik
- Par-Ky Menen
- Oosthout Torhout
- Szachtospiecstroj Soligorsk
- Kommunalnik Grodno
- Technopribor-Bieła Mohylew
- HWK Homel
- OK Brčko
- OK Bosna Sarajewo
- Slawia Sofia
- APOEL Nikozja
- Nea Salamina Famagusta
- VO Vavex Příbram
- DHV Odense
- Marienlyst Odense
- Audentes Tallinn
- Korson Veto
- Tampereen Isku-Volley
- AS Cannes VB
- Stade Poitevin Poitiers
- Tourcoing Lille Métropole
- EA Patron
- PAOK Saloniki
- Son Amar Palma de Mallorca
- Numancia Caja Duero Soria
- Piet Zoomers Apeldoorn
- VC Zwolle
- SV Bayer Wuppertal
- evivo Düren
- Speranța-USM Kiszyniów
- Iskra Odincowo
- Dinamo Kazań
- Lokomotiw-Izumrud Jekaterynburg
- Dinamo-Delta Bukareszt
- VCM Piatra Neamț
- PZU AZS Olsztyn
- Skra Bełchatów
- Pamapol AZS Częstochowa
- Esmoriz GC
- Antigos Alunos
- Crvena Zvezda Belgrad
- Si&Si Budvanska Rivijera Budva
- Partizan Belgrad
- Calcit Kamnik
- Lausanne UC
- TV Amriswil
- Polis Akademisi Ankara
- Halkbank Ankara
- Jurydyczna akademіja Charków
- Markochim Mariupol
- Lube Banca Marche Macerata
- Somec Padwa
- Itas Diatec Trentino

## Rozgrywki

### Faza kwalifikacyjna
| Data       | Drużyna 1                   | Wynik | Drużyna 2                   | Sety                       |
| ---------- | --------------------------- | ----- | --------------------------- | -------------------------- |
| 15.10.2004 | Son Amar Palma de Mallorca  | 3:0   | OK Bosna Sarajewo           | 25:18, 25:11, 25:9         |
| 16.10.2004 | Son Amar Palma de Mallorca  | 3:0   | OK Bosna Sarajewo           | 25:13, 25:14, 25:18        |
|            |                             |       |                             |                            |
| 16.10.2004 | TV Amriswil                 | 3:0   | DHG Odense                  | 25:22, 25:18, 25:18        |
| 17.10.2004 | TV Amriswil                 | 3:0   | DHG Odense                  | 25:23, 25:18, 25:20        |
|            |                             |       |                             |                            |
| 17.10.2004 | APOEL Nikozja               | 3:1   | Szachtospiecstroj Soligorsk | 28:30, 30:28, 25:23, 25:22 |
| 23.10.2004 | Szachtospiecstroj Soligorsk | 3:0   | APOEL Nikozja               | 25:19, 25:20, 33:31        |
|            |                             |       |                             |                            |
| 16.10.2004 | Slawia Sofia                | 1:3   | Skra Bełchatów              | 25:20, 17:25, 20:25, 24:26 |
| 23.10.2004 | Skra Bełchatów              | 3:0   | Slawia Sofia                | 25:22, 25:23, 25:19        |

### Faza główna

#### Turniej 1
Lozanna
Wyniki
| Data       | Drużyna 1           | Wynik | Drużyna 2           | Sety                              |
| ---------- | ------------------- | ----- | ------------------- | --------------------------------- |
| 12.11.2004 | Lausanne UC         | 2:3   | SK Zadruga Aich/Dob | 25:20, 27:25, 24:26, 16:25, 9:15  |
| 12.11.2004 | HWK Homel           | 2:3   | Bayer Wuppertal     | 18:25, 17:25, 25:20, 25:23, 16:18 |
| 13.11.2004 | Bayer Wuppertal     | 0:3   | Lausanne UC         | 22:25, 19:25, 18:25               |
| 13.11.2004 | SK Zadruga Aich/Dob | 3:0   | HWK Homel           | 25:23, 25:22, 25:20               |
| 14.11.2004 | Bayer Wuppertal     | 3:1   | SK Zadruga Aich/Dob | 22:25, 25:20, 25:20, 25:21        |
| 14.11.2004 | Lausanne UC         | 3:0   | HWK Homel           | 25:17, 25:18, 27:25               |

Tabela
| Lp. | Drużyna             | Pkt | Mecze | Mecze | Mecze | Sety | Sety | Sety  | Małe punkty | Małe punkty | Małe punkty |
| Lp. | Drużyna             | Pkt | M     | W     | P     | wyg. | prz. | ratio | zdob.       | str.        | ratio       |
| --- | ------------------- | --- | ----- | ----- | ----- | ---- | ---- | ----- | ----------- | ----------- | ----------- |
| 1   | Lausanne UC         | 5   | 3     | 2     | 1     | 8    | 3    | 2.667 | 253         | 230         | 1.100       |
| 2   | SK Zadruga Aich/Dob | 5   | 3     | 2     | 1     | 7    | 5    | 1.400 | 272         | 263         | 1.034       |
| 3   | Bayer Wuppertal     | 5   | 3     | 2     | 1     | 6    | 6    | 1.000 | 267         | 262         | 1.019       |
| 4   | HWK Homel           | 3   | 3     | 0     | 3     | 2    | 9    | 0.222 | 226         | 263         | 0.859       |

#### Turniej 2
Poitiers
Wyniki
| Data       | Drużyna 1                  | Wynik | Drużyna 2                  | Sety                              |
| ---------- | -------------------------- | ----- | -------------------------- | --------------------------------- |
| 12.11.2004 | Numancia Caja Duero Soria  | 3:0   | Technopribor-Bieła Mohylew | 25:16, 25:16, 25:16               |
| 12.11.2004 | Oosthout Torhout           | 1:3   | Stade Poitevin Poitiers    | 17:25, 25:21, 14:25, 15:25        |
| 13.11.2004 | Numancia Caja Duero Soria  | 3:1   | Oosthout Torhout           | 25:17, 23:25, 25:17, 25;18        |
| 13.11.2004 | Technopribor-Bieła Mohylew | 0:3   | Stade Poitevin Poitiers    | 20:25, 15:25, 17:25               |
| 14.11.2004 | Technopribor-Bieła Mohylew | 0:3   | Oosthout Torhout           | 23:25, 15:25, 22:25               |
| 14.11.2004 | Stade Poitevin Poitiers    | 3:2   | Numancia Caja Duero Soria  | 25:21, 23:25, 25:18, 20:25, 15:10 |

Tabela
| Lp. | Drużyna                    | Pkt | Mecze | Mecze | Mecze | Sety | Sety | Sety  | Małe punkty | Małe punkty | Małe punkty |
| Lp. | Drużyna                    | Pkt | M     | W     | P     | wyg. | prz. | ratio | zdob.       | str.        | ratio       |
| --- | -------------------------- | --- | ----- | ----- | ----- | ---- | ---- | ----- | ----------- | ----------- | ----------- |
| 1   | Stade Poitevin Poitiers    | 6   | 3     | 3     | 0     | 9    | 3    | 3.000 | 279         | 222         | 1.257       |
| 2   | Numancia Caja Duero Soria  | 5   | 3     | 2     | 1     | 8    | 4    | 2.000 | 272         | 233         | 1.167       |
| 3   | Oosthout Torhout           | 4   | 3     | 1     | 2     | 5    | 6    | 0.833 | 223         | 254         | 0.878       |
| 4   | Technopribor-Bieła Mohylew | 3   | 3     | 0     | 3     | 0    | 9    | 0.000 | 160         | 225         | 0.711       |

#### Turniej 3
Ponta Delgada
Wyniki
| Data       | Drużyna 1                    | Wynik | Drużyna 2                    | Sety                              |
| ---------- | ---------------------------- | ----- | ---------------------------- | --------------------------------- |
| 12.11.2004 | VC Zwolle                    | 0:3   | Jurydyczna akademіja Charków | 17:25, 21:25, 22:25               |
| 12.11.2004 | Partizan Belgrad             | 2:3   | Antigos Alunos               | 23:25, 25:21, 25:22, 22:25, 10:15 |
| 13.11.2004 | Jurydyczna akademіja Charków | 3:0   | Partizan Belgrad             | 26:24, 25:21, 25:20               |
| 13.11.2004 | Antigos Alunos               | 1:3   | VC Zwolle                    | 33:35, 22:25, 27:25, 19:25        |
| 14.11.2004 | Antigos Alunos               | 2:3   | Jurydyczna akademіja Charków | 25:19, 20:25, 25:21, 22:25, 10:15 |
| 14.11.2004 | VC Zwolle                    | 2:3   | Partizan Belgrad             | 23:25, 20:25, 25:20, 25:23, 11:15 |

Tabela
| Lp. | Drużyna                      | Pkt | Mecze | Mecze | Mecze | Sety | Sety | Sety  | Małe punkty | Małe punkty | Małe punkty |
| Lp. | Drużyna                      | Pkt | M     | W     | P     | wyg. | prz. | ratio | zdob.       | str.        | ratio       |
| --- | ---------------------------- | --- | ----- | ----- | ----- | ---- | ---- | ----- | ----------- | ----------- | ----------- |
| 1   | Jurydyczna akademіja Charków | 6   | 3     | 3     | 0     | 9    | 2    | 4.500 | 256         | 227         | 1.128       |
| 2   | Antigos Alunos Ponta Delgada | 4   | 3     | 1     | 2     | 6    | 8    | 0.750 | 311         | 320         | 0.972       |
| 3   | VC Zwolle                    | 4   | 3     | 1     | 2     | 5    | 7    | 0.714 | 274         | 284         | 0.965       |
| 4   | Partizan Belgrad             | 4   | 3     | 1     | 2     | 5    | 8    | 0.625 | 278         | 288         | 0.965       |

#### Turniej 4
Klagenfurt
Wyniki
| Data       | Drużyna 1              | Wynik | Drużyna 2              | Sety                |
| ---------- | ---------------------- | ----- | ---------------------- | ------------------- |
| 12.11.2004 | Hypo Klagenfurt        | 0:3   | TV Amriswil            | 20:25, 21:25, 20:25 |
| 12.11.2004 | Pepe Jeans Asse-Lennik | 0:3   | AS Cannes              | 26:28, 20:25, 15:25 |
| 13.11.2004 | Hypo Klagenfurt        | 0:3   | Pepe Jeans Asse-Lennik | 21:25, 17:25, 20:25 |
| 13.11.2004 | TV Amriswil            | 0:3   | AS Cannes              | 23:25, 20:25, 15:25 |
| 14.11.2004 | Pepe Jeans Asse-Lennik | 3:0   | TV Amriswil            | 25:18, 25:17, 25:23 |
| 14.11.2004 | AS Cannes              | 3:0   | Hypo Klagenfurt        | 25:21, 25:17, 25:10 |

Tabela
| Lp. | Drużyna                   | Pkt | Mecze | Mecze | Mecze | Sety | Sety | Sety  | Małe punkty | Małe punkty | Małe punkty |
| Lp. | Drużyna                   | Pkt | M     | W     | P     | wyg. | prz. | ratio | zdob.       | str.        | ratio       |
| --- | ------------------------- | --- | ----- | ----- | ----- | ---- | ---- | ----- | ----------- | ----------- | ----------- |
| 1   | AS Cannes                 | 6   | 3     | 3     | 0     | 9    | 0    | MAX   | 228         | 167         | 1.365       |
| 2   | VC Pepe Jeans Asse-Lennik | 5   | 3     | 2     | 1     | 6    | 3    | 2.000 | 211         | 194         | 1.088       |
| 3   | TV Amriswil               | 4   | 3     | 1     | 2     | 3    | 6    | 0.500 | 191         | 211         | 0.905       |
| 4   | Hypo Klagenfurt           | 3   | 3     | 0     | 3     | 0    | 9    | 0.000 | 167         | 225         | 0.742       |

#### Turniej 5
Apeldoorn
Wyniki
| Data       | Drużyna 1                  | Wynik | Drużyna 2                  | Sety                              |
| ---------- | -------------------------- | ----- | -------------------------- | --------------------------------- |
| 12.11.2004 | Son Amar Palma de Mallorca | 3:2   | Esmoriz GC                 | 25:22, 25:21, 22:25, 16:25, 15:13 |
| 12.11.2004 | Piet Zoomers Apeldoorn     | 3:2   | Tampereen Isku-Volley      | 22:25, 21:25, 25:13, 25:17, 15:13 |
| 13.11.2004 | Esmoriz GC                 | 0:3   | Piet Zoomers Apeldoorn     | 23:25, 20:25, 20:25               |
| 13.11.2004 | Tampereen Isku-Volley      | 0:3   | Son Amar Palma de Mallorca | 21:25, 20:25, 20:25               |
| 14.11.2004 | Tampereen Isku-Volley      | 0:3   | Esmoriz GC                 | 20:25, 18:25, 22:25               |
| 14.11.2004 | Piet Zoomers Apeldoorn     | 1:3   | Son Amar Palma de Mallorca | 22:25, 21:25, 25:22, 23:25        |

Tabela
| Lp. | Drużyna                    | Pkt | Mecze | Mecze | Mecze | Sety | Sety | Sety  | Małe punkty | Małe punkty | Małe punkty |
| Lp. | Drużyna                    | Pkt | M     | W     | P     | wyg. | prz. | ratio | zdob.       | str.        | ratio       |
| --- | -------------------------- | --- | ----- | ----- | ----- | ---- | ---- | ----- | ----------- | ----------- | ----------- |
| 1   | Son Amar Palma de Mallorca | 6   | 3     | 3     | 0     | 9    | 3    | 3.000 | 275         | 258         | 1.066       |
| 2   | Piet Zoomers Apeldoorn     | 5   | 3     | 2     | 1     | 7    | 5    | 1.400 | 274         | 253         | 1.083       |
| 3   | Esmoriz GC                 | 4   | 3     | 1     | 2     | 5    | 6    | 0.833 | 244         | 238         | 1.025       |
| 4   | Tampereen Isku-Volley      | 3   | 3     | 0     | 3     | 2    | 9    | 0.222 | 214         | 258         | 0.829       |

#### Turniej 6
Odense
Wyniki
| Data       | Drużyna 1                     | Wynik | Drużyna 2                     | Sety                       |
| ---------- | ----------------------------- | ----- | ----------------------------- | -------------------------- |
| 12.11.2004 | Boldklubben Marienlyst Odense | 0:3   | EA Patron                     | 22:25, 12:25, 22:25        |
| 12.11.2004 | VO Vavex Příbram              | 0:3   | Itas Diatec Trentino          | 18:25, 20:25, 22:25        |
| 13.11.2004 | EA Patron                     | 1:3   | Itas Diatec Trentino          | 22:25, 25:15, 20:25, 23:25 |
| 13.11.2004 | Boldklubben Marienlyst Odense | 1:3   | VO Vavex Příbram              | 24:26, 17:25, 25:21, 22:25 |
| 14.11.2004 | EA Patron                     | 3:0   | VO Vavex Příbram              | 25:23, 25:17, 25:21        |
| 14.11.2004 | Itas Diatec Trentino          | 3:0   | Boldklubben Marienlyst Odense | 25:11, 25:12, 25:16        |

Tabela
| Lp. | Drużyna                       | Pkt | Mecze | Mecze | Mecze | Sety | Sety | Sety  | Małe punkty | Małe punkty | Małe punkty |
| Lp. | Drużyna                       | Pkt | M     | W     | P     | wyg. | prz. | ratio | zdob.       | str.        | ratio       |
| --- | ----------------------------- | --- | ----- | ----- | ----- | ---- | ---- | ----- | ----------- | ----------- | ----------- |
| 1   | Itas Diatec Trentino          | 6   | 3     | 3     | 0     | 9    | 1    | 9.000 | 240         | 189         | 1.270       |
| 2   | EA Patron                     | 5   | 3     | 2     | 1     | 7    | 3    | 2.333 | 240         | 207         | 1.159       |
| 3   | VO Vavex Příbram              | 4   | 3     | 1     | 2     | 3    | 7    | 0.429 | 218         | 238         | 0.916       |
| 4   | Boldklubben Marienlyst Odense | 3   | 3     | 0     | 3     | 1    | 9    | 0.111 | 183         | 247         | 0.741       |

#### Turniej 7
Düren
Wyniki
| Data       | Drużyna 1                      | Wynik | Drużyna 2                      | Sety                       |
| ---------- | ------------------------------ | ----- | ------------------------------ | -------------------------- |
| 12.11.2004 | Si&Si Budvanska Rivijera Budva | 3:1   | OK Brčko                       | 21:25, 25:21, 25:22, 25:13 |
| 12.11.2004 | evivo Düren                    | 3:0   | TSV Hartberg                   | 25:19, 25:23, 25:15        |
| 13.11.2004 | TSV Hartberg                   | 1:3   | OK Brčko                       | 25:18, 24:26, 18:25, 22:25 |
| 13.11.2004 | evivo Düren                    | 1:3   | Si&Si Budvanska Rivijera Budva | 25:20, 26:28, 22:25, 24:26 |
| 14.11.2004 | Si&Si Budvanska Rivijera Budva | 0:3   | TSV Hartberg                   | 23:25, 26:28, 23:25        |
| 14.11.2004 | OK Brčko                       | 0:3   | evivo Düren                    | 17:25, 17:25, 14:25        |

Tabela
| Lp. | Drużyna                        | Pkt | Mecze | Mecze | Mecze | Sety | Sety | Sety  | Małe punkty | Małe punkty | Małe punkty |
| Lp. | Drużyna                        | Pkt | M     | W     | P     | wyg. | prz. | ratio | zdob.       | str.        | ratio       |
| --- | ------------------------------ | --- | ----- | ----- | ----- | ---- | ---- | ----- | ----------- | ----------- | ----------- |
| 1   | evivo Düren                    | 5   | 3     | 2     | 1     | 7    | 3    | 2.333 | 247         | 204         | 1.211       |
| 2   | Si&Si Budvanska Rivijera Budva | 5   | 3     | 2     | 1     | 6    | 5    | 1.200 | 267         | 256         | 1.043       |
| 3   | TSV Hartberg                   | 4   | 3     | 1     | 2     | 4    | 6    | 0.667 | 224         | 241         | 0.929       |
| 4   | OK Brčko                       | 4   | 3     | 1     | 2     | 4    | 7    | 0.571 | 223         | 260         | 0.858       |

#### Turniej 8
Częstochowa
Wyniki
| Data       | Drużyna 1                       | Wynik | Drużyna 2                       | Sety                       |
| ---------- | ------------------------------- | ----- | ------------------------------- | -------------------------- |
| 12.11.2004 | Pamapol AZS Częstochowa         | 3:1   | Nea Salamina Famagusta          | 25:14, 25:19, 20:25, 25:17 |
| 12.11.2004 | Lokomotiw-Izumrud Jekaterynburg | 3:1   | Crvena Zvezda Belgrad           | 25:21, 25:19, 23:25, 25:16 |
| 13.11.2004 | Crvena Zvezda Belgrad           | 1:3   | Pamapol AZS Częstochowa         | 21:25, 22:25, 25:22, 17:25 |
| 13.11.2004 | Nea Salamina Famagusta          | 0:3   | Lokomotiw-Izumrud Jekaterynburg | 15:25, 22:25, 20:25        |
| 14.11.2004 | Crvena Zvezda Belgrad           | 3:0   | Nea Salamina Famagusta          | 25:19, 25:18, 25:19        |
| 14.11.2004 | Pamapol AZS Częstochowa         | 0:3   | Lokomotiw-Izumrud Jekaterynburg | 23:25, 22:25, 22:25        |

Tabela
| Lp. | Drużyna                         | Pkt | Mecze | Mecze | Mecze | Sety | Sety | Sety  | Małe punkty | Małe punkty | Małe punkty |
| Lp. | Drużyna                         | Pkt | M     | W     | P     | wyg. | prz. | ratio | zdob.       | str.        | ratio       |
| --- | ------------------------------- | --- | ----- | ----- | ----- | ---- | ---- | ----- | ----------- | ----------- | ----------- |
| 1   | Lokomotiw-Izumrud Jekaterynburg | 6   | 3     | 3     | 0     | 9    | 1    | 9.000 | 248         | 205         | 1.210       |
| 2   | Pamapol AZS Częstochowa         | 5   | 3     | 2     | 1     | 6    | 5    | 1.200 | 259         | 235         | 1.102       |
| 3   | Crvena Zvezda Belgrad           | 4   | 3     | 1     | 2     | 5    | 6    | 0.833 | 241         | 251         | 0.960       |
| 4   | Nea Salamina Famagusta          | 3   | 3     | 0     | 3     | 1    | 9    | 0.111 | 188         | 245         | 0.767       |

#### Turniej 9
Bukareszt
Wyniki
| Data       | Drużyna 1                 | Wynik | Drużyna 2                 | Sety                              |
| ---------- | ------------------------- | ----- | ------------------------- | --------------------------------- |
| 12.11.2004 | Polis Akademisi Ankara    | 0:3   | Tourcoing Lille Métropole | 21:25, 15:25, 14:25               |
| 12.11.2004 | Dinamo-Delta Bukareszt    | 3:0   | Calcit Kamnik             | 26:24, 25:20, 25:22               |
| 13.11.2004 | Calcit Kamnik             | 2:3   | Tourcoing Lille Métropole | 15:25, 25:16, 16:25, 28:26, 17:19 |
| 13.11.2004 | Dinamo-Delta Bukareszt    | 3:2   | Polis Akademisi Ankara    | 19:25, 25:21, 25:21, 20:25, 15:13 |
| 14.11.2004 | Tourcoing Lille Métropole | 3:1   | Dinamo-Delta Bukareszt    | 25:22, 27:25, 16:25, 25:15        |
| 14.11.2004 | Polis Akademisi Ankara    | 3:0   | Calcit Kamnik             | 25:23, 25:23, 25:13               |

Tabela
| Lp. | Drużyna                   | Pkt | Mecze | Mecze | Mecze | Sety | Sety | Sety  | Małe punkty | Małe punkty | Małe punkty |
| Lp. | Drużyna                   | Pkt | M     | W     | P     | wyg. | prz. | ratio | zdob.       | str.        | ratio       |
| --- | ------------------------- | --- | ----- | ----- | ----- | ---- | ---- | ----- | ----------- | ----------- | ----------- |
| 1   | Tourcoing Lille Métropole | 6   | 3     | 3     | 0     | 9    | 3    | 3.000 | 279         | 238         | 1.172       |
| 2   | Dinamo-Delta Bukareszt    | 5   | 3     | 2     | 1     | 7    | 5    | 1.400 | 267         | 264         | 1.011       |
| 3   | Polis Akademisi Ankara    | 4   | 3     | 1     | 2     | 5    | 6    | 0.833 | 230         | 238         | 0.966       |
| 4   | Calcit Kamnik             | 3   | 3     | 0     | 3     | 2    | 9    | 0.222 | 226         | 262         | 0.863       |

#### Turniej 10
Grodno
Wyniki
| Data       | Drużyna 1              | Wynik | Drużyna 2              | Sety                       |
| ---------- | ---------------------- | ----- | ---------------------- | -------------------------- |
| 12.11.2004 | Kommunalnik Grodno     | 3:0   | Speranța-USM Kiszyniów | 25:21, 25:14, 25:20        |
| 12.11.2004 | Korson Veto            | 1:3   | Markochim Mariupol     | 25:22, 21:25, 25:27, 27:29 |
| 13.11.2004 | Kommunalnik Grodno     | 3:1   | Korson Veto            | 26:24, 24:26, 25:21, 25:23 |
| 13.11.2004 | Speranța-USM Kiszyniów | 0:3   | Markochim Mariupol     | 14:25, 23:25, 14:25        |
| 14.11.2004 | Korson Veto            | 3:0   | Speranța-USM Kiszyniów | 25:21, 25:22, 25:21        |
| 14.11.2004 | Markochim Mariupol     | 3:1   | Kommunalnik Grodno     | 18:25, 25:17, 27:25, 25:19 |

Tabela
| Lp. | Drużyna                | Pkt | Mecze | Mecze | Mecze | Sety | Sety | Sety  | Małe punkty | Małe punkty | Małe punkty |
| Lp. | Drużyna                | Pkt | M     | W     | P     | wyg. | prz. | ratio | zdob.       | str.        | ratio       |
| --- | ---------------------- | --- | ----- | ----- | ----- | ---- | ---- | ----- | ----------- | ----------- | ----------- |
| 1   | Markochim Mariupol     | 6   | 3     | 3     | 0     | 9    | 2    | 4.500 | 273         | 235         | 1.162       |
| 2   | Kommunalnik Grodno     | 5   | 3     | 2     | 1     | 7    | 4    | 1.750 | 261         | 244         | 1.070       |
| 3   | Korson Veto            | 4   | 3     | 1     | 2     | 5    | 6    | 0.833 | 267         | 267         | 1.000       |
| 4   | Speranța-USM Kiszyniów | 3   | 3     | 0     | 3     | 0    | 9    | 0.000 | 170         | 225         | 0.756       |

#### Turniej 11
Odincowo
Wyniki
| Data       | Drużyna 1                   | Wynik | Drużyna 2                   | Sety                       |
| ---------- | --------------------------- | ----- | --------------------------- | -------------------------- |
| 12.11.2004 | Szachtospiecstroj Soligorsk | 0:3   | Skra Bełchatów              | 20:25, 17:25, 18:25        |
| 12.11.2004 | Iskra Odincowo              | 3:0   | VCM LPS Piatra Neamț        | 25:20, 25:20, 25:14        |
| 13.11.2004 | VCM LPS Piatra Neamț        | 0:3   | Skra Bełchatów              | 22:25, 16:25, 13:25        |
| 13.11.2004 | Iskra Odincowo              | 3:0   | Szachtospiecstroj Soligorsk | 25:15, 25:19, 25:19        |
| 14.11.2004 | Szachtospiecstroj Soligorsk | 3:0   | VCM LPS Piatra Neamț        | 25:22, 25:15, 27:25        |
| 14.11.2004 | Skra Bełchatów              | 1:3   | Iskra Odincowo              | 23:25, 20:25, 25:22, 20:25 |

Tabela
| Lp. | Drużyna                     | Pkt | Mecze | Mecze | Mecze | Sety | Sety | Sety  | Małe punkty | Małe punkty | Małe punkty |
| Lp. | Drużyna                     | Pkt | M     | W     | P     | wyg. | prz. | ratio | zdob.       | str.        | ratio       |
| --- | --------------------------- | --- | ----- | ----- | ----- | ---- | ---- | ----- | ----------- | ----------- | ----------- |
| 1   | Iskra Odincowo              | 6   | 3     | 3     | 0     | 9    | 1    | 9.000 | 247         | 195         | 1.267       |
| 2   | Skra Bełchatów              | 5   | 3     | 2     | 1     | 7    | 3    | 2.333 | 238         | 203         | 1.172       |
| 3   | Szachtospiecstroj Soligorsk | 4   | 3     | 1     | 2     | 3    | 6    | 0.500 | 185         | 212         | 0.873       |
| 4   | VCM LPS Piatra Neamț        | 3   | 3     | 0     | 3     | 0    | 9    | 0.000 | 167         | 227         | 0.736       |

#### Turniej 12
Tallinn
Wyniki
| Data       | Drużyna 1        | Wynik | Drużyna 2        | Sety                       |
| ---------- | ---------------- | ----- | ---------------- | -------------------------- |
| 12.11.2004 | Halkbank Ankara  | 3:1   | PZU AZS Olsztyn  | 25:20, 24:26, 25:22, 26:24 |
| 12.11.2004 | Audentes Tallinn | 3:1   | Par-Ky Menen     | 22:25, 25:16, 25:19, 25:20 |
| 13.11.2004 | Audentes Tallinn | 1:3   | Halkbank Ankara  | 25:21, 20:25, 21:25, 19:25 |
| 13.11.2004 | Par-Ky Menen     | 1:3   | PZU AZS Olsztyn  | 18:25, 17:25, 25:18, 19:25 |
| 14.11.2004 | PZU AZS Olsztyn  | 3:1   | Audentes Tallinn | 29:27, 22:25, 25:13, 25:20 |
| 14.11.2004 | Halkbank Ankara  | 3:1   | Par-Ky Menen     | 25:20, 25:20, 26:28, 25:15 |

Tabela
| Lp. | Drużyna          | Pkt | Mecze | Mecze | Mecze | Sety | Sety | Sety  | Małe punkty | Małe punkty | Małe punkty |
| Lp. | Drużyna          | Pkt | M     | W     | P     | wyg. | prz. | ratio | zdob.       | str.        | ratio       |
| --- | ---------------- | --- | ----- | ----- | ----- | ---- | ---- | ----- | ----------- | ----------- | ----------- |
| 1   | Halkbank Ankara  | 6   | 3     | 3     | 0     | 9    | 3    | 3.000 | 297         | 260         | 1.142       |
| 2   | PZU AZS Olsztyn  | 5   | 3     | 2     | 1     | 7    | 5    | 1.400 | 286         | 264         | 1.083       |
| 3   | Audentes Tallinn | 4   | 3     | 1     | 2     | 5    | 7    | 0.714 | 267         | 277         | 0.964       |
| 4   | Par-Ky Menen     | 3   | 3     | 0     | 3     | 3    | 9    | 0.333 | 242         | 291         | 0.832       |

### Faza finałowa

#### 1/8 finału
| Data       | Drużyna 1                       | Wynik | Drużyna 2                       | Sety                              |
| ---------- | ------------------------------- | ----- | ------------------------------- | --------------------------------- |
| 09.12.2004 | Dinamo Kazań                    | 3:0   | Stade Poitevin Poitiers         | 26:24, 25:21, 25:21               |
| 15.12.2004 | Stade Poitevin Poitiers         | 0:3   | Dinamo Kazań                    | 20:25, 25:27, 22:27               |
|            |                                 |       |                                 |                                   |
| 07.12.2004 | evivo Düren                     | 0:3   | Tourcoing Lille Métropole       | 16:25, 21:25, 19:25               |
| 15.12.2004 | Tourcoing Lille Métropole       | 2:3   | evivo Düren                     | 26:28, 27:25, 25:19, 24:26, 7:15  |
|            |                                 |       |                                 |                                   |
| 07.12.2004 | Itas Diatec Trentino            | 1:3   | Halkbank Ankara                 | 19:25, 23:25, 25:18, 24:26        |
| 15.12.2004 | Halkbank Ankara                 | 3:1   | Itas Diatec Trentino            | 22:25, 25:16, 25:20, 25:20        |
|            |                                 |       |                                 |                                   |
| 08.12.2004 | AS Cannes                       | 2:3   | Lube Banca Marche Macerata      | 25:22, 16:25, 25:20, 25:27, 11:15 |
| 15.12.2004 | Lube Banca Marche Macerata      | 3:1   | AS Cannes                       | 23:25, 25:20, 27:25, 25:18        |
|            |                                 |       |                                 |                                   |
| 15.12.2004 | Somec Padwa                     | 3:1   | Jurydyczna akademіja Charków    | 19:25, 25:10, 25:16, 25:20        |
| 16.12.2004 | Jurydyczna akademіja Charków    | 0:3   | Somec Padwa                     | 20:25, 15:25, 17:25               |
|            |                                 |       |                                 |                                   |
| 07.12.2004 | Markochim Mariupol              | 3:0   | Lausanne UC                     | 25:22, 25:19, 25:21               |
| 16.12.2004 | Lausanne UC                     | 3:2   | Markochim Mariupol              | 21:25, 25:16, 23:25, 25:23, 15:11 |
|            |                                 |       |                                 |                                   |
| 09.12.2004 | Lokomotiw-Izumrud Jekaterynburg | 0:3   | Son Amar Palma de Mallorca      | 15:25, 20:25, 22:25               |
| 15.12.2004 | Son Amar Palma de Mallorca      | 3:1   | Lokomotiw-Izumrud Jekaterynburg | 31:29, 23:25, 28:26, 25:20        |
|            |                                 |       |                                 |                                   |
| 09.12.2004 | Iskra Odincowo                  | 3:1   | PAOK Saloniki                   | 25:23, 25:12, 21:25, 25:21        |
| 16.12.2004 | PAOK Saloniki                   | 2:3   | Iskra Odincowo                  | 28:30, 25:23, 25:27, 25:23, 14:16 |

#### Ćwierćfinały
| Data       | Drużyna 1                  | Wynik | Drużyna 2                  | Sety                              |
| ---------- | -------------------------- | ----- | -------------------------- | --------------------------------- |
| 05.01.2005 | Dinamo Kazań               | 3:1   | Tourcoing Lille Métropole  | 25:18, 25:17, 19:25, 25:22        |
| 11.01.2005 | Tourcoing Lille Métropole  | 3:0   | Dinamo Kazań               | 25:21, 25:21, 25:23               |
|            |                            |       |                            |                                   |
| 05.01.2005 | Halkbank Ankara            | 1:3   | Lube Banca Marche Macerata | 22:25, 25:22, 18:25, 19:25        |
| 12.01.2005 | Lube Banca Marche Macerata | 3:0   | Halkbank Ankara            | 25:12, 25:17, 25:22               |
|            |                            |       |                            |                                   |
| 06.01.2005 | Somec Padwa                | 3:1   | Markochim Mariupol         | 25:16, 25:12, 22:25, 25:18        |
| 13.01.2005 | Markochim Mariupol         | 2:3   | Somec Padwa                | 20:25, 29:31, 25:17, 25:18, 14:16 |
|            |                            |       |                            |                                   |
| 06.01.2005 | Son Amar Palma de Mallorca | 3:0   | Iskra Odincowo             | 29:27, 25:15, 25:17               |
| 11.01.2005 | Iskra Odincowo             | 3:1   | Son Amar Palma de Mallorca | 26:24, 23:25, 25:23, 25:19        |

#### Turniej finałowy

##### Półfinały
| Data       | Drużyna 1                 | Wynik | Drużyna 2                  | Sety                              |
| ---------- | ------------------------- | ----- | -------------------------- | --------------------------------- |
| 05.03.2005 | Tourcoing Lille Métropole | 0:3   | Lube Banca Marche Macerata | 8:25, 18:25, 25:27                |
| 05.03.2005 | Somec Padwa               | 2:3   | Son Amar Palma de Mallorca | 18:25, 25:21, 20:25, 25:19, 11:15 |

##### Mecz o 3. miejsce
| Data       | Drużyna 1                 | Wynik | Drużyna 2   | Sety                |
| ---------- | ------------------------- | ----- | ----------- | ------------------- |
| 06.03.2005 | Tourcoing Lille Métropole | 3:0   | Somec Padwa | 25:21, 27:25, 25:23 |

##### Finał
| Data       | Drużyna 1                  | Wynik | Drużyna 2                  | Sety                              |
| ---------- | -------------------------- | ----- | -------------------------- | --------------------------------- |
| 06.03.2005 | Lube Banca Marche Macerata | 3:2   | Son Amar Palma de Mallorca | 13:25, 30:32, 25:22, 25:21, 15:12 |

## Klasyfikacja końcowa
| Miejsce | Drużyna                    |
| ------- | -------------------------- |
| złoto   | Lube Banca Marche Macerata |
| srebro  | Son Amar Palma de Mallorca |
| brąz    | Tourcoing Lille Métropole  |
| 4.      | Somec Padwa                |